# Woodsia cochisensis
Woodsia cochisensis är en hällebräkenväxtart som beskrevs av Michael D. Windham. Woodsia cochisensis ingår i släktet Woodsia och familjen Woodsiaceae. Inga underarter finns listade.